# Шарлотта-Амалія

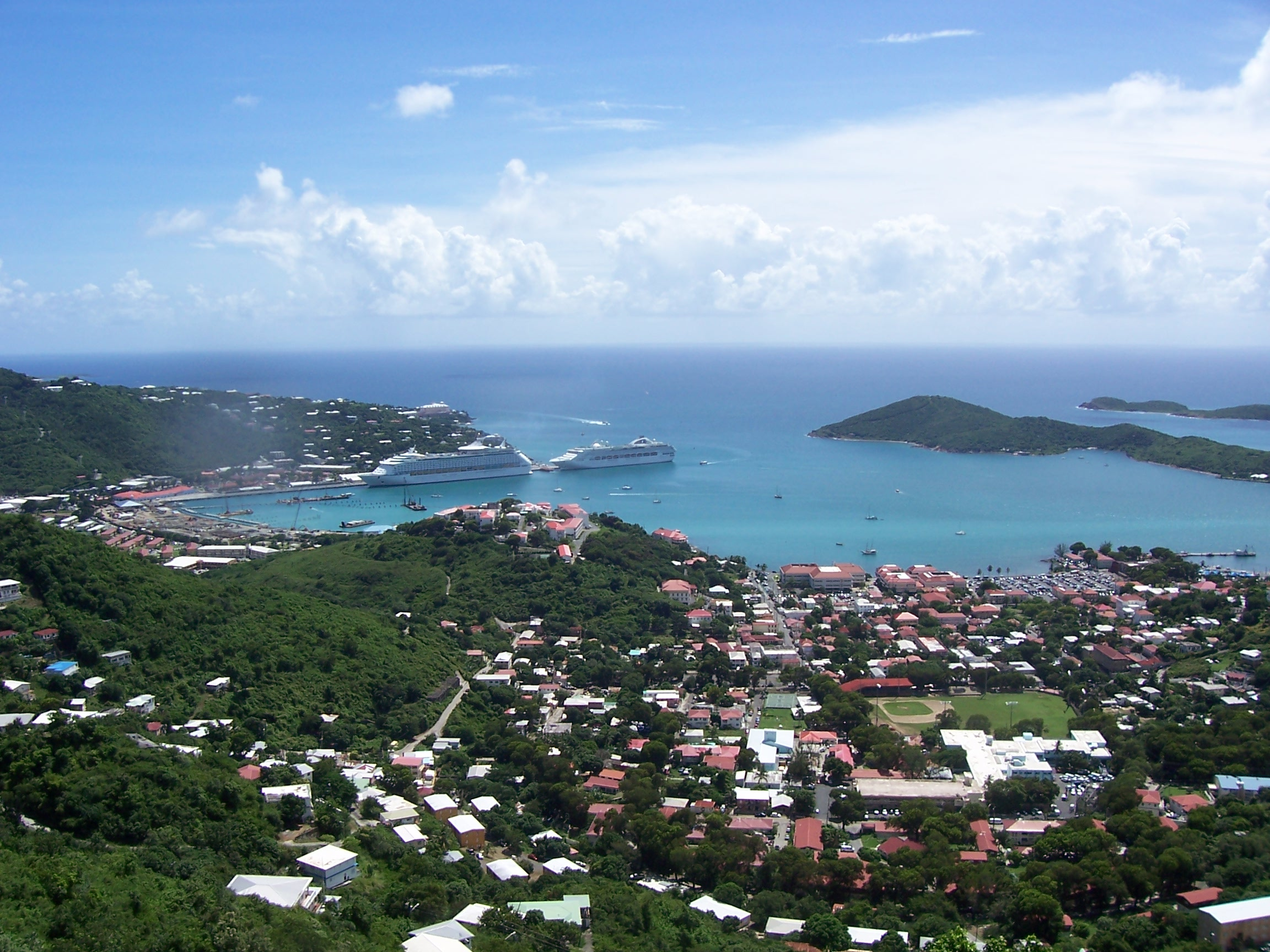
Шарлотта-Амалія

Шарлотта-Амалія (англ. Charlotte Amalie) — столиця і найбільше місто залежної території Американські Віргінські Острови, знаходиться на острові Сент-Томас.
Населення згідно з переписом 2000 року 18,9 тис. чоловік.
Шарлотта-Амалія отримала свою назву на честь Шарлотти Амалії Гессен-Кассельської, дружини Кристіана V.
Шарлотта-Амалія раніше була популярна як пристанок піратів, сьогодні — як туристичний центр, де часто зупиняються круїзні судна.
Також місто відоме другою за віком діючою синагогою в Західній півкулі.

## Клімат
Місто знаходиться у зоні, котра характеризується мусонним кліматом. Найтепліший місяць — серпень із середньою температурою 28.9 °C (84.1 °F). Найхолодніший місяць — січень, із середньою температурою 25.9 °С (78.6 °F).
| Клімат Шарлотти-Амалії  | Клімат Шарлотти-Амалії | Клімат Шарлотти-Амалії | Клімат Шарлотти-Амалії | Клімат Шарлотти-Амалії | Клімат Шарлотти-Амалії | Клімат Шарлотти-Амалії | Клімат Шарлотти-Амалії | Клімат Шарлотти-Амалії | Клімат Шарлотти-Амалії | Клімат Шарлотти-Амалії | Клімат Шарлотти-Амалії | Клімат Шарлотти-Амалії | Клімат Шарлотти-Амалії |
| Показник                | Січ.                   | Лют.                   | Бер.                   | Квіт.                  | Трав.                  | Черв.                  | Лип.                   | Серп.                  | Вер.                   | Жовт.                  | Лист.                  | Груд.                  | Рік                    |
| Абсолютний максимум, °C | 33,9                   | 33,9                   | 34,4                   | 35,6                   | 36,1                   | 37,2                   | 36,7                   | 37,2                   | 36,7                   | 36,1                   | 35                     | 33,3                   | 37,2                   |
| Середній максимум, °C   | 29,4                   | 29,5                   | 29,8                   | 30,3                   | 30,8                   | 31,7                   | 32,2                   | 32,3                   | 32                     | 31,5                   | 30,6                   | 29,7                   | 30,8                   |
| Середня температура, °C | 25,9                   | 25,9                   | 26,2                   | 26,9                   | 27,7                   | 28,6                   | 28,9                   | 28,9                   | 28,7                   | 28,1                   | 27,3                   | 26,3                   | 27,4                   |
| Середній мінімум, °C    | 22,4                   | 22,3                   | 22,6                   | 23,4                   | 24,6                   | 25,3                   | 25,6                   | 25,6                   | 25,3                   | 24,8                   | 23,9                   | 22,9                   | 24,1                   |
| Абсолютний мінімум, °C  | 17,2                   | 16,7                   | 13,3                   | 14,4                   | 18,9                   | 19,4                   | 13,9                   | 15                     | 17,8                   | 18,9                   | 11,1                   | 16,7                   | 11,1                   |
| Норма опадів, мм        | 52                     | 37                     | 34                     | 69                     | 82                     | 69                     | 67                     | 93                     | 138                    | 154                    | 141                    | 72                     | 1009                   |
| Днів з опадами          | 15                     | 12                     | 10                     | 11                     | 12                     | 12                     | 15                     | 15                     | 15                     | 18                     | 17                     | 17                     | 171                    |
| Днів з дощем            | 4                      | 4                      | 3                      | 3                      | 4                      | 3                      | 4                      | 5                      | 5                      | 5                      | 6                      | 5                      | 51                     |
| Вологість повітря, %    | 74                     | 72.7                   | 71.7                   | 72.6                   | 74.8                   | 73                     | 72.2                   | 73.7                   | 76.1                   | 77                     | 76.3                   | 74.6                   | 74                     |
| ----------------------- | ---------------------- | ---------------------- | ---------------------- | ---------------------- | ---------------------- | ---------------------- | ---------------------- | ---------------------- | ---------------------- | ---------------------- | ---------------------- | ---------------------- | ---------------------- |
| Джерело: Weatherbase    |                        |                        |                        |                        |                        |                        |                        |                        |                        |                        |                        |                        |                        |